# Soheila Jolodarzadeh
Soheila Jolodarzadeh (persan : سهیلا جلودارزاده) est une femme politique iranienne réformiste et une membre du  Parlement iranien représentant Tehran, Rey, Shemiranat and Eslamshahr (electoral district) (en). Elle est la première femme à être élue en tant que ″Secretary of the Board of  Parlement iranien″ dans l'histoire de la République islamique (en)
Elle est membre de plusieurs partis réformistes dont Worker House (en), parti travailliste islamique, Islamic Assembly of Ladies (en) et Association of the Women of the Islamic Republic (en)

## Parcours électoral
| Année | Élection                     | Votes                      | %                          | Rang                       | Notes                     |
| ----- | ---------------------------- | -------------------------- | -------------------------- | -------------------------- | ------------------------- |
| 1992  | Parlement (en)               | Pas de données disponibles | Pas de données disponibles | Pas de données disponibles | Perdu                     |
| 1996  | Parlement (en) 1er tour      | Pas de données disponibles | Pas de données disponibles | Pas de données disponibles | Qualifiée pour le 2e tour |
| 1996  | Parlement 2e tour            | 474,913                    | 33.2                       | Gagné                      |                           |
| 2000  | Parlement (en)               | 1,119,735                  | 38.20                      | 10e                        | Gagné                     |
| 2004  | Parlement (en)               | 173,782                    | 8.81                       | 33e                        | Perdu                     |
| 2006  | Parlement Élection partielle | 307,618                    | 14.57                      | 2e                         | Gagné                     |
| 2008  | Parlement (en) 1er tour      | 303,308                    | 17.42                      | 33e                        | Qualifiée pour le 2e tour |
| 2008  | Parlement 2e tour            | 215,482                    | 32.10                      | 14e                        | Perdu                     |
| 2012  | Parlement 1er tour           | 228,605                    | 9.78                       | 42e                        | Qualifiée pour le 2e tour |
| 2012  | Parlement 2e tour            | Pas de données disponibles | Pas de données disponibles | Pas de données disponibles | Perdu                     |
| 2016  | Parlement                    | 1,333,327                  | 41.06                      | 3e                         | Gagné                     |